# Língua ǃxóõ
A língua ǃxóõ (!Xóõ, Taa ǂaan) é uma língua pertencente a família khoisan, possui uma grande quantidade de fonemas, sendo considerado pelos especialistas a língua que apresenta mais sons, incluindo consoantes clique e vogais tonais. Falada por caçadores-coletores sedentários, é a única língua sobrevivente do grupo tuu, do qual existia até os anos 1990 a língua nǀu.

## Distribuição geográfica
São cerca de 3 mil a 4 mil falantes em Botsuana (dados de 1995), 50 na Namíbia, distribuídos nos distritos de Gantsi Sul, Kgalagadi Norte, Kweneng Sudoeste, Hua Sul e Xatia.

### Dialetos
Embora com poucos falantes, a língua !xóõ apresentou e apresenta alguns dialetos, em função de um relativo isolamento entre os diferentes grupos:
- Ki'hazi (extinto)
- NG’U’En (extinto)
- Nusan
- Xatia
- Ikwi
- Kakia (extinto)
- Auni (extinto)
- N’gamani (extinto)

Há discussões entre estudiosos acerca desses nomes, se seriam realmente dialetos ǃxóõ, nomes alternativos do ǃxóõ, dialetos de outros idiomas correlatos ou mesmo um continuum de diversos dialetos.

## Fonologia
O alfabeto utilizado para transliteração é o latino, a partir de trabalhos de missionários e lingüistas. Essa escrita está melhor detalhada em Omniglot.com  - Escrita !xóõ
O especialista Anthony Traill produziu extensa pesquisa nesse idioma em todos seus aspectos, escreveu um dicionário ǃxóõ e um importante livro sobre a fonética dessa língua.
As sílabas são formadas por cv, cvv, cvcv, cvn.

### Tons
São quatro os tons para as vogais:
- Alto – simb. Á
- Baixo – simb. À
- Médio – simb. Ã
- Médio decrescente – simb. Â.

### Vogais
São 26 os sons vocálicos, a partir de cinco tipos de vogais ; plenas, murmuradas, glotalizadas, faringizadas, estridentes; Podem também ser ao mesmo tempo glotalizadas e murmuradas ou ao mesmo tempo faringizadas e glotalizadas; Isso sem contar ainda com as nasalizações e comprimentos (longa, curta) aplicados às 26 vogais.
As vogais podem ser longas ou curtas. As longas podem ser sequências de vogais sem ser um fonema separado. Os ditongos presentes em Xóô são ai, ae, ao, au, oi, oe, oa, ou, ui, ue, ua;
Todas as vogais plenas podem ser nasalizadas. Outros fonemas não podem ser nasalizados, porém, nasalizações ocorrem em combinação com outros processos fonêmicos como numa segunda vogal longa ou ditongo. Essas sequências se alternam de forma dialética  com vogais velares-nasais. O próprio nome da língua !xóõ pode ser um k’Xóŋ ou mesmo k’Xó?, Com as nasalizações possíveis em !xóõ há pelo menos 31 vogais.
Um o glotalizado, murmurado a ainda nasalizado com tom decrescente representa-se por <ôʼhõ>. Um o longo, estridente, nasalizado com tom baixo escreve-se <òqhõ>. As estridências podem ser consideradas como fonemicamente faringizadas, mesmo que sejam características fonêmicas distintas.
Vogais murmuradas após consoantes plenas se contrastam com vogais plenas após consoantes aspiradas e com vogais glotalizadas com consoantes ejetivas. Essas são fonações de vogais sem ser assimilação com fonação de consoantes.

### Consoantes
A língua !xóõ apresenta pouquíssimas fonações mistas em suas consoantes. Já foram consideradas com pré-vocais, embora apareçam com grupos consonantais. Quando formam realmente um único fonema – ex. "[dt], aparecem na tabela de consoantes a seguir:
| Consoante não cliques | Consoante não cliques | Labiais | Dentais | Alveolares | Palatais | Velares | Cliques Correspondentes? | Uvulares   | Cliques Correspondentes? | Glotais |
| Interrompida          | Vocal                 | b ~ v   | d       | ʣ          |          | ɡ       | ɡǃ etc.                  | ɢ ~ ɴɢ     | ɢǃ ~ ɴɢǃ etc.            |         |
| Interrompida          | Tênue                 |         | t       | ʦ          |          | k       | kǃ etc.                  | q          | qǃ etc.                  | ʔ       |
| Interrompida          | Aspirada              |         | tʰ      | ʦʰ         |          | kʰ      | kǃʰ etc.                 | qʰ         |                          |         |
| Interrompida          | Ejetiva               |         |         | ʦʼ         |          | kxʼ     | kǃʼqʼ etc.               | (qʼ)       | qǃʼ etc.                 |         |
| Interrompida          | Conjunto aspirado     |         | dtʰ     | dʦʰ        |          |         | ɡǃh etc.                 | ɢqʰ ~ ɴɢqʰ | ɢǃh etc.                 |         |
| Interrompida          | Conjunto Ejetivo      |         |         | dʦʼ        |          | ɡkxʼ    | ɡ!qʼ etc.                |            |                          |         |
| Fricativa             | Muda                  |         |         | s          |          | x       | kǃx etc. ?               |            |                          |         |
| Nasal Vocal           | m                     |         | n       | ɲ          | (ŋ)      | ŋǃ etc. |                          |            |                          |         |
| Nasal Vocal           | Glotalizada           | mˀ      |         | nˀ         |          |         | ʔŋǃ etc.                 |            |                          |         |
| outras                | outras                |         | (l)     |            | dʲ ~ j   |         |                          |            |                          |         |

Alguns sons nasais somente ocorrem entre vogais, outros como ŋ somente como final em alguns dialetos, sendo alofônicos..
Há outros encontros consonantais, tais como: tx, dtx, ʦx, dʦx, tkxʼ, dtkxʼ, ʦʼkxʼ, dʦʼkxʼ. Também alguns acompanhamentos de cliques não se enquadram na tabela acima.
A língua !xóõ apresenta 83 sons clique. Em função da complexidade dos encontros consonantais mesmo sem cliques, ocorre que muitas das indicações de cliques sejam analisados como conjuntos de consoantes, o que gera debates e discussões entre os especialistas.
Há cinco tipos de cliques: bilabiais, dentais, laterais, alveolares, palatais. Há ainda dezessete acompanhamentos entre velares e uvulares. Esses são consoantes típicas do !xóõ, sendo preferenciais às não cliques como iniciais das palavras.
| Cliques Fricativos | Cliques Fricativos | Cliques Fricativos      | 'Cliques Agudos      | 'Cliques Agudos | acompanhamentos, conf. Falante ou Variação Dialetal                                                            |
| Cique Labial       | Clique Dental      | Clique Lateral Alveolar | Clique Post-Alveolar | Clique Palatal  | acompanhamentos, conf. Falante ou Variação Dialetal                                                            |
| kʘ                 | kǀ                 | kǁ                      | kǃ                   | kǂ              | Tênue (k) |
| qʘ                 | qǀ                 | qǁ                      | qǃ                   | qǂ              | Tênue Uvular (q)                                                                                               |
| ŋ̊ʘ                 | ŋ̊ǀ                 | ŋ̊ǁ                      | ŋ̊!                   | ŋ̊ǂ              | Nasal Mudo (ŋ̊)                                                                                                 |
| ɡʘ                 | ɡǀ                 | ɡǁ                      | ɡǃ                   | ɡǂ              | Sonoro (ɡ) |
| ɢʘ                 | ɢǀ                 | ɢǁ                      | ɢǃ                   | ɢǂ              | Pre-nasalizado Uvular Sonoro (ɢ, ɴɢ)                                                                           |
| ŋʘ                 | ŋǀ                 | ŋǁ                      | ŋǃ                   | ŋǂ              | Nasal Sonoro (ŋ)                                                                                               |
| kʘʰ                | kǀʰ                | kǁʰ                     | kǃʰ                  | kǂʰ             | Aspirado (kʰ)                                                                                                  |
| ŋ̊ʘʰ                | ŋ̊ǀʰ                | ŋ̊ǁʰ                     | ŋ̊ǃʰ                  | ŋ̊ǂʰ             | Ingressivo Mudo Nasal seguido de Aspiração (↓ŋ̊ʰ)                                                               |
| kʘˣ                | kǀˣ                | kǁˣ                     | kǃˣ                  | kǂˣ             | Fricativo Mudo (kˣ)                                                                                            |
| ˀŋʘ                | ˀŋǀ                | ˀŋǁ                     | ˀŋǃ                  | ˀŋǂ             | Nasal Pre-glotalizado (ˀŋ)                                                                                     |
| qʘʼ                | qǀʼ                | qǁʼ                     | qǃʼ                  | qǂʼ             | Ejetivo Uvular (qʼ)                                                                                            |
| kʘˀ                | kǀˀ                | kǁˀ                     | kǃˀ                  | kǂˀ             | Glotalizado Plosivo (kˀ)                                                                                       |
| ɡʘx                | ɡǀx                | ɡǁx                     | ɡǃx                  | ɡǂx             | Plosivo velar Sonoro followed by voiceless velar fricative (ɡx, ɡkx)                                           |
| kʘʼqʼ              | kǀʼqʼ              | kǁʼqʼ                   | kǃʼqʼ                | kǂʼqʼ           | Velar Ejetivo seguido de uvular ejetivo (kʼqʼ, dialeticamente kxʼ)                                             |
| ɡʘqʼ               | ɡǀqʼ               | ɡǁqʼ                    | ɡǃqʼ                 | ɡǂqʼ            | Velar Sonoro plosive seguido de uvular ejetivo (ɡqʼ, dialeticamente ɡkxʼ)                                      |
| ɡʘh                | ɡǀh                | ɡǁh                     | ɡǃh                  | ɢǂh             | Plosivo velar sonoro seguido de aspiração (ɡh, ɡkʰ)                                                            |
|                    | ɢǀh                |                         | ɢǃh                  | ɢǂh             | Expressa (pre-nasalizada) Uvular plosiva seguida aspiração, Fricativa velar ou vibração uvular (ᴺɢh, ᴺɢx, ᴺɢʀ) |

Peter Ladefoged analisou os dez primeiros acompanhamentos pelas séries AFI ŋ com simples os demais sete com complexos, o que levaria a definição de 50 como o número de cliques. Há dúvidas acerca dos conjuntos de consoantes, sobre os clique duplos ejetivos, sobre a quantidades de segmentos a serem considerados, etc. Cliques glotalizados podem ser considerados como simples consoantes. Estudos da extinta língua irmã n’u levam a questionar se todos os cliques não seriam todos uvulares com articulação posterior, sendo que os uvulares poderiam ser ainda velo-pulmônicos com fluxo de ar velo-glotálico. As consoantes pré-vocálicas do !xóõ são também consideradas como de contorno.

## Gramática
A língua !xóõ apresenta sentenças SVO. O objeto direto vem antes do indireto.
Afixos ao verbo marcam gênero do sujeito e do objeto; indicam também voz passiva, causativas (por reduplicação), comparativos;
As preposições, adjetivos, genitivos, pronomes seguem após o substantivo. As palavras podem apresentar até dois prefixos e três sufixos.
Como em outras línguas khoisan, as palavras de questões (perguntas) vêm no início da sentença.

## Exemplos de textos
Compilados por Anthony Traill do dialeto !xóõ oriental.
| ǃnˤù.ṵ                                            | ì    | à   | ǁʼà-be   | ǃù.m      | ʘàa       | sâa           |
| Lebre14                                           | 1PRO | PST | take:S-3 | Antílope3 | Filhote34 | mais distante |
| "Como uma lebre, ela levou o filhote do antílope" |      |     |          |           |           |               |
| ǃqháa̰                                             | kū       | ǂnûm | ǁɢˤûlitê     | ǀè    | dtxóʔlu      | ǀnàe     | ǂʼá   | sˤàa̰       |
| dar                                               | MPO:4PRO | dois | genital:22-P | ASS:3 | mau cheiro:3 | DAT:3PRO | COM:2 | gordura:22 |
| "Dê-lhes seus mal cheirosos genitais com gordura" |          |      |              |       |              |          |       |            |